# Дарси Дольче
Дарси Дольче (англ. Darcie Dolce), настоящее имя — Жаклин Джоанн Дардарян (англ. Jaclyn Joanne Dardarian; род. 10 декабря 1992, Сакраменто, Калифорния) — американская порноактриса, диджей и эротическая фотомодель.

## Биография
Родилась в Сакраменто, столице Калифорнии, в декабре 1992 года. Имеет итальянское, немецкое и армянское происхождение. Выросла в городе Фолсом, недалеко от своего места рождения.
Дебютировала в порноиндустрии в июне 2015 года. Работала с такими компаниями, как Mile High, Penthouse, Girlfriends Films, Reality Kings, Pure Play Media, Digital Playground, Mofos, Brazzers, Filly Films и Elegant Angel.
Кроме съёмок в фильмах для взрослых, выступает в качестве диджея.
В 2016 году начала режиссёрскую карьеру, сняв для Filly Films Darcie Dolce The Lesbian Landlord, Manipulative Massage и Milf Money.
Впоследствии за фильм Darcie Dolce The Lesbian Landlord Дарси была номинирована на AVN и XBIZ в категориях «лучшая сцена лесбийского секса».
В феврале 2016 года была выбрана Pethouse Pet журналом Penthouse. В декабре была выбрана Twistys Treat журналом Twistys.
В январе 2018 года получила премию XBIZ в номинации «лесбийская актриса года».
Снялась более чем в 110 фильмах.

## Избранная фильмография
- Almost Caught,[14]
- Best Friends 5,[15]
- Confessions Of A Sinful Nun,[16]
- Good Girls Gone Bad,[17]
- Horny Lesbian Sisters 3,[18]
- Neighborhood Bush Watch,[19]
- Prized Pussy,[20]
- Sex and Confidence[21],
- Wet Lips 2[22].

## Премии и номинации
| Год  | Церемония         | Результат | Номинация                                | Работа                              |
| ---- | ----------------- | --------- | ---------------------------------------- | ----------------------------------- |
| 2017 | AVN Awards        | Номинация | Лесбийская актриса года                  | н/д                                 |
| 2017 | AVN Awards        | Номинация | Лучшая лесбийская сцена                  | Darcie Dolce The Lesbian Landlord   |
| 2017 | AVN Awards        | Номинация | Лучшая групповая лесбийская сцена        | Darcie Dolce The Lesbian Landlord   |
| 2017 | AVN Awards        | Номинация | Лучшая режиссура в лесбийском фильме     | Darcie Dolce The Lesbian Landlord   |
| 2017 | AVN Awards        | Номинация | Приз зрительских симпатий: лучшая грудь  | н/д                                 |
| 2017 | Spank Bank Awards | Номинация | Королева куннилингуса                    | н/д                                 |
| 2017 | Spank Bank Awards | Номинация | Самая тугая киска                        | н/д                                 |
| 2017 | XBIZ Award        | Номинация | Лучшая сцена секса в лесбийском фильме   | Darcie Dolce The Lesbian Landlord   |
| 2017 | XBIZ Award        | Номинация | Лесбийская актриса года                  | н/д                                 |
| 2017 | XRCO Award        | Номинация | Лучшая лесбийская актриса                | н/д                                 |
| 2018 | AVN Awards        | Номинация | Лесбийская актриса года                  | н/д                                 |
| 2018 | AVN Awards        | Номинация | Лучшая лесбийская сцена                  | Lesbian Performers of the Year 2017 |
| 2018 | AVN Awards        | Номинация | Лучшая групповая лесбийская сцена        | The Faces of Alice                  |
| 2018 | AVN Awards        | Номинация | Приз зрительских симпатий: лучшая грудь  | н/д                                 |
| 2018 | Spank Bank Awards | Номинация | Феномен киски года                       | н/д                                 |
| 2018 | Spank Bank Awards | Номинация | Королева куннилингуса                    | н/д                                 |
| 2018 | Spank Bank Awards | Номинация | Сенсационный мастер по стрижке ножницами | н/д                                 |
| 2018 | XBIZ Award        | Победа    | Лесбийская актриса года                  | н/д                                 |
| 2018 | XBIZ Award        | Номинация | Лучшая сцена секса в лесбийском фильме   | She’s Our Girlfriend Now            |